# Yayoi Urano
Yayoi Urano –en japonés: 浦野弥生, Urano Yayoi– (30 de marzo de 1969) es una deportista japonesa que compitió en lucha libre. Ganó siete medallas en el Campeonato Mundial de Lucha entre los años 1990 y 1996.

## Palmarés internacional
| Campeonato Mundial | Campeonato Mundial | Campeonato Mundial | Campeonato Mundial |
| Año                | Lugar              | Medalla            | Categoría          |
| ------------------ | ------------------ | ------------------ | ------------------ |
| 1990               | Luleå (Suecia)     | Medalla de oro     | 75 kg              |
| 1991               | Tokio (Japón)      | Medalla de oro     | 70 kg              |
| 1992               | Lyon (Francia)     | Medalla de plata   | 70 kg              |
| 1993               | Stavern (Noruega)  | Medalla de oro     | 70 kg              |
| 1994               | Sofía (Bulgaria)   | Medalla de oro     | 65 kg              |
| 1995               | Moscú (Rusia)      | Medalla de oro     | 65 kg              |
| 1996               | Sofía (Bulgaria)   | Medalla de oro     | 65 kg              |